# Electra House
Electra House est un bâtiment situé à Moorgate, dans la City de Londres. Il est connu pour avoir été pendant la guerre la base de Cable & Wireless Limited de Londres, et le bureau du Ministère de l'EH — l'une des trois organisations Britanniques qui ont fusionné dans la seconde Guerre Mondiale pour former le Special Operations Executive.

## L'histoire
L'architecte Jean Belcher a conçu le bâtiment, qui a ouvert en 1902 pour héberger l'Eastern Telegraph Company. Le 11 mai 1933, la société a transféré les fonctions administratives à une nouvelle Electra House, sur Victoria Embankment. L'Electra House originelle est devenue le siège administratif de la renommée Imperial and International Communications, qui est devenue Cable & Wireless Limited en 1934. 
Le Foreign Office a créé une organisation de propagande connue sous le nom de Ministère HEIN, ayant son siège dans Electra House. Le Département assuré la continuité du service, même à la suite des bombardements de la Seconde Guerre mondiale.
Les opérations restantes de Cable & Wireless ont finalement été déplacées du bâtiment Moorgate au nouveau bâtiment de Victoria Embankment, lorsque le bâtiment d'origine a subi de graves bombardements pendant la Seconde Guerre mondiale. Electra House (Victoria Embankment) a été par la suite frappé par un missile V-1 en juillet 1944, mais cela a entraîné seulement trois décès parmi les 400 du personnel, et n'a pas interrompu les opérations quotidiennes.
Electra House a continué à être une plaque tournante pour les activités de télécommunications par ses propriétaires, BT Group, jusqu'à sa démolition finale et son remplacement par un nouveau bâtiment, aujourd'hui occupé par British American Tobacco.

## Aujourd'hui
Après les réparations du bâtiment à la suite des bombardements, le City of London College a déménagé dans Electra House en 1944, et occupe toujours le bâtiment, bien qu'il soit maintenant connu comme la London Metropolitan University.

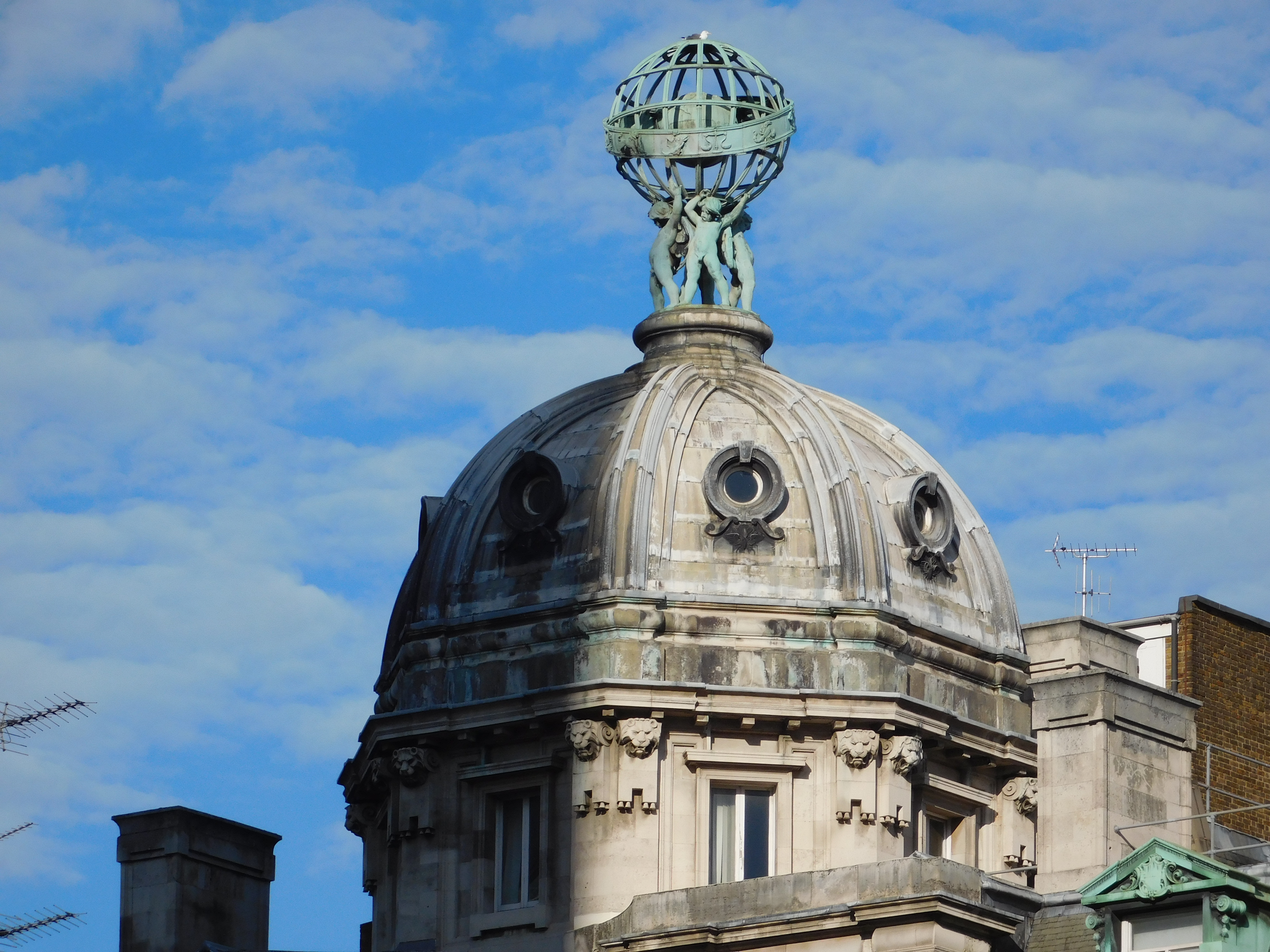
Dôme et sculpture
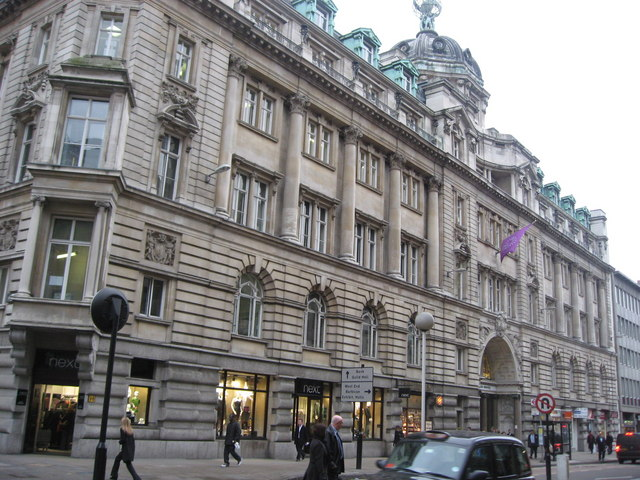
Vue du bâtiment
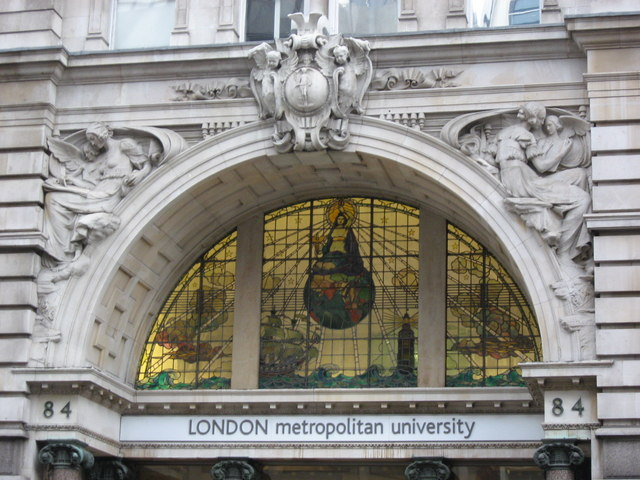
London Metropolitan University